# Dauradet cantaire oriental
El dauradet cantaire oriental (Pseudocolopteryx flaviventris) és un ocell de la família dels tirànids (Tyrannidae).

## Hàbitat i distribució
Habita zones amb matolls a prop de l'aigua i pantans de l'est de Bolívia, Paraguai, sud del Brasil i Uruguai.